# Ода фон Липе
Ода фон Липе (на немски: Oda zur Lippe; † 17 септември 1262) от род Липе е чрез женитба графиня на Графство Ритберг.

## Биография
Тя е третата дъщеря на Херман II фон Липе (1175 – 1229) и съпругата му графиня Ода фон Текленбург (1180 – 1221), дъщеря на граф Симон фон Текленбург и на графиня Ода фон Берг-Алтена.
Ода фон Липе се омъжва пр. 1237 г. за граф Конрад I фон Ритберг (* сл. 1203; † 1284/1294), син на граф Хайнрих II фон Арнсберг († сл. 1207). Те основават Графството Ритберг.
Ода умира на 17 септември 1262 г. и е погребана в манастир Мариенфелд (днес в Харзевинкел)

## Деца
Ода фон Липе и Конрад I фон Ритберг имат десет деца:
- Фридрих († 5 юли 1282), управляващ граф на Ритберг (1264 – 1282), господар на Хорстмар, женен ок. 1250 г. за Беатрикс фон Хорстмар († 24 септември 1277)
- Конрад († 16 април 1297), епископ на Оснабрюк (1270 – 1297)
- Ото († 23 октомври 1307), епископ на Падерборн (1277 – 1307)
- Симон († 19 февруари 1294), рицар на Тевтонския орден
- Херман († ок. 1283), домхер в Падерборн (1273), катедрален кантор в Оснабрюк (1276), и Тонгерен, архдякон в Берсенбрюк (1277)
- Ода († 21 октомври 1314), абатиса на манастир Св. Егидии в Мюнстер (1275 – 1298)
- Гизела († 1 ноември 1290), омъжена за Йохан фон Хомбург († 1296), син на Хайнрих фон Хомбург (1228 – 1290) и Мехтилд фон Дасел († 1258)
- Ерменгард († сл. 1303), омъжена за граф Лудолф фон Дасел-Нинофер († 1299/1300), син на Лудолф фон Дасел-Нинофер (+ 1233/1241) и Клеменция фон Еверщайн († сл. 1257)
- Хедвиг († сл. 1348), омъжена за Конрад I фон Дипхолц († сл. 1302), син на Йохан I фон Дипхолц († сл. 1265) и графиня Хедвиг фон Роден († сл. 1246)
- дъщеря, омъжена за Хайнрих фон Шалксберг? († сл. 1284), син на Ведекинд де Скалкеберг († сл. 1268) и Рихца фон Хоя († сл. 1268)